# اتحاد فنزويلا لكرة القدم
تأسس اتحاد فنزويلا لكرة القدم في عام 1926م وانضم إلى الإتحاد الدولي لكرة القدم في 1952م وإنضم إلى اتحاد أمريكا الجنوبية لكرة القدم في 1952م.

## روابط إضافية
- Federación Venezolana de Fútbol - Official website
- Conmebol Site